# جوزپه پاریس
جوزپه پاریس (انگلیسی: Giuseppe Paris; ۲۲ سپتامبر ۱۸۹۵ – ۵ آوریل ۱۹۶۸) ژیمناست هنری اهل ایتالیا بود.